# Volvo Information Technology
Volvo Information Technology Aktiebolag är ett företag inom Volvo som levererar lösningar för alla områden inom den industriella processen. Bland kunderna finns Volvokoncernen, Geely-ägda Volvo Personvagnar och andra stora industriföretag. Volvo IT levererade lösningar för alla delar i den industriella processen och erbjuder kunskap inom Mainframe, SAP-lösningar och IT-drift. Volvo Information Technology AB är ett helägt dotterbolag till AB Volvo.
I februari 2016 såldes en del av Volvo IT till indiska HCL Technologies